# Analyse (échecs)
Pour les articles homonymes, voir Analyse.
Aux échecs, l'analyse (d'une position) est l'étude approfondie des caractéristiques et des possibilités d'une position apparue sur l'échiquier, dans le but de déterminer la suite du jeu.

## Les méthodes

### Méthode des cinq questions
Une méthode simple basé sur cinq critères positionnels permet d'analyser la position rapidement. Pour s'en souvenir, on peut retenir l'acronyme TEMPS :
- avantage de Temps : qui est le mieux développé ? qui a l'initiative ?
- avantage d'Espace :  qui a les pièces les plus mobiles ? est-ce que certaines pièces sont bloquées ?
- avantage Matériel : parmi les pièces restantes sur l'échiquier, qui a les pièces les plus fortes ?
- structure de Pions : qui a la structure de pion la plus solide ? qui a une chaine de pions ou  des pions doublés, triplés, isolés ? Qui a des pions passés ou arriérés ?
- Sécurité des rois : les deux rois sont-ils à l'abri d'une attaque adverse ?[1].

À bas niveau, l'avantage matériel est souvent décisif.

À moyen et haut niveau, l'initiative et la mobilité des pièces sont décisives, et il n'est pas rare de voir des sacrifices de matériel pour privilégier l'initiative.

### Routine de pensée
Il y a aussi l'acronyme SWOT (mot d'argot anglais signifiant bûcher (étudier avec effort et courage)) pour Strengths-Weaknesses-Opportunities-Threats (Forces - Faiblesses - Opportunités - Menaces).

### Silman: déséquilibres et technique de réflexion structurée
Dans Mûrir son style aux échecs de Jeremy Silman, tout part de l'identification des déséquilibres positifs et négatifs pour les deux camps.
L'objectif est de bâtir un plan et non de calculer des variantes.

### L'arbre d'analyse de Kotov
Dans son livre Pensez comme un grand maître, Alexandre Kotov décrit une méthode de réflexion à adopter pendant la partie. Elle est tout entière fondée sur le calcul des variantes.

### Évaluation par l'ordinateur
Aujourd'hui, la plupart des programmes d'échecs s'appuient encore principalement sur la recherche par force brute (« recherches de type A »), examinant chaque coup possible, mais à mesure que les algorithmes de recherche se sont améliorés, les moteurs d'échecs actuels semblent de plus en plus effectuer des « recherches de type B » (recherche de coups candidats à la manière de Kotov) : ils sélectionnent quelques coups présumés bons pour chaque position, et éliminent les autres sans chercher plus loin. Hydra et AlphaZero, par exemple, sont largement considérés comme des ordinateurs de « type B ». 
L'évaluation par l'ordinateur est souvent utilisée par les joueurs de haut-niveau pour analyser leurs parties, ou préparer des ouvertures en vue de compétitions. Selon Romain Édouard, l'analyse informatique de variantes doit porter notamment sur les lignes trouvées par l'ordinateur mais qui risquent de ne pas être trouvées sur l'échiquier par l'adversaire humain. Édouard cite comme exemple la partie Veselin Topalov - Vladimir Kramnik, au Tournoi de Wijk aan Zee (Corus Group A) en 2008, où Topalov surprend au 12e coup Kramnik, joueur solide (difficile à battre), très préparé sur la défense semi-slave, avec un sacrifice de Cavalier qui rend la partie très tactique. L'ordinateur parvient ici à résoudre les problèmes des Noirs, mais la question était de savoir si Kramnik serait capable de trouver ces coups sur l'échiquier, car il était presque certain qu'il ne s'attendrait pas à ce coup.
Voici la partie en question :
1. d4 d5 2. c4 c6 3. Cf3 Cf6 4. Cc3 e6 5. Fg5 h6 6. Fh4 dxc4 7. e4 g5 8. Fg3 b5 9. Fe2 Fb7 10. 0-0 Cbd7 11. Ce5 Fg7 12. Cxf7!? Il est très difficile pour les noirs de se défendre dans cette position, leurs pièces sont placées de manière très maladroite et la structure des pions est mauvaise, les pions h6 et g5 n'offrent pas beaucoup de protection au roi noir 12...Rxf7 13. e5! (13. f4 avait déjà été joué dans des parties par correspondance) 13...Cd5 14. Ce4 Re7 15. Cd6 Db6 16. Fg4 Taf8? (16...h5!) 17. Dc2 Dxd4? Selon Mihail Marin, ce coup est probablement dû au désir d'établir la communication entre les deux ailes mais Marin recommande la suggestion de l'ordinateur 17...Thg8! (après 17...Thg8, si les Blancs jouent le très tentant 18. Dg6 alors 18...Cc7) 18. Dg6 Dxg4 19. Dxg7+ Rd8 20. Cxb7+ Rc8 21. a4! présente aux noirs de nombreuses occasions de se fourvoyer. Romain Édouard arrête ici son compte-rendu de la partie en disant que les Blancs sont maintenant nettement mieux.

## Note
1. ↑  De fait, le reste des coups comprend des occasions gâchées pour les deux camps (notamment, 29...De2!, analysé par Kasparov sur Chessbase.com aurait permis à Kramnik d'annuler selon Kasparov) 21...b4 22. Tac1 c3 23. bxc3 b3!? (Annotation par Mihail Marin) 24. c4! Tfg8 25. Cd6+ Rc7 26. Df7 Tf8 27. cxd5!? sacrifice de Dame (Les ordinateurs préfèrent 27. h3) 27...Txf7 28. Txc6+ Rb8 29. Cxf7 Te8?! (Kasparov a analysé 29...De2!) 30. Cd6 Th8 31. Tc4 De2 32. dxe6 Cb6 33. Tb4 Ra8 34. e7 Cd5 35. Txb3 Cxe7 36. Tfb1 Cd5 37. h3 h5 38. Cf7 Tc8 39. e6 a6 40. Cxg5 h4 41. Fd6 Tg8 42. T3b2 Dd3 43. e7 Cf6 44. Fe5 Cd7 45. Ce6 1-0.